# MS Jupiter
El MS Jupiter fue un ferry-crucero propiedad de la empresa vietnamita Jupiter Cruises. El barco operaba cruceros entre Sihanoukville y la isla de Phú Quốc. Se hundió en noviembre de 2017 y hubo dos muertos, tras haber estado amarrado desde 2010.

## Hundimiento

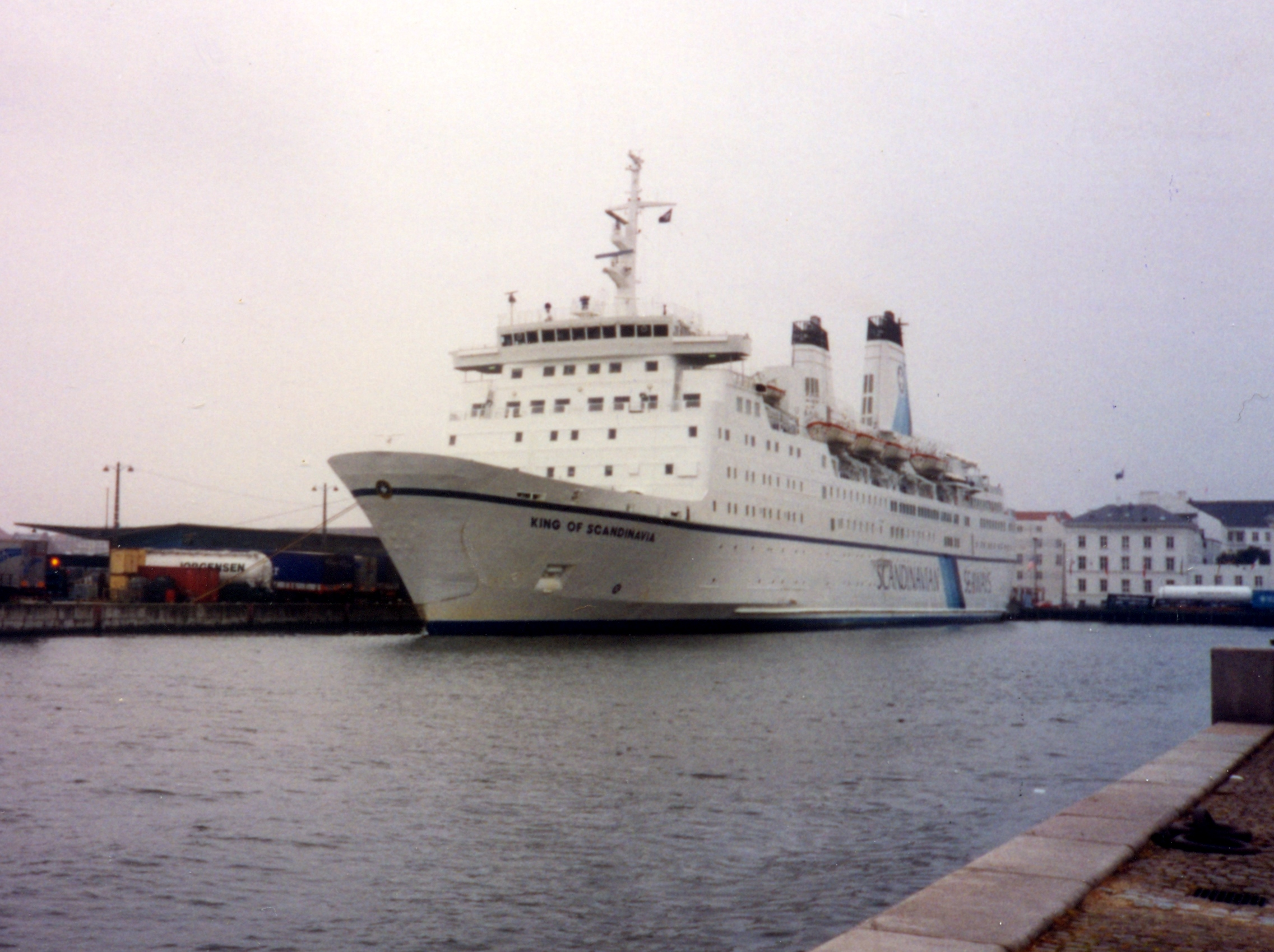
Cuando se llamaba King of Scandinavia en 1993.

El 4 de noviembre de 2017, el Jupiter se hundió frente a Binh Dinh, Vietnam. El buque había estado amarrado desde 2010 y se encontraba en muy malas condiciones. No tenía tripulación y carecía de mantenimiento. El buque ya no podía navegar por sus propios medios y rompió sus amarras durante el tifón Damrey . Dos de los siete tripulantes del buque murieron.